# Стиховизија
Стиховизија, такмичење у рецитовању на страним језицима, је образовно-забавни програм који Народна библиотека Смедерево од 2009. године организује за ученике средњих школа. Одржава се једном годишње, крајем новембра.

## О манифестацији
Такмичење се одвија по утврђеним пропозицијама, које је задао организатор. У њему учествује велики број средњошколаца из Смедерева и других градова (Смедеревска Паланка, Велика Плана, Пожаревац, Панчево, Вршац, Ковин, Ковачица, Алибунар...) који се за учешће пријављују преко школа, у сарадњи са професорима страних језика, или самостално. Учесници пријављују наступе на великом броју страних језика (енглески, француски, немачки, руски, шпански, италијански, чешки, словачки, мађарски, румунски, македонски, латински, албански, кинески, шведски, турски, јерменски, јапански). На Стиховизији је изведен велики број песама класичних и савремених аутора, које припадају најразличитијим епохама и правцима.

## Учесници
Програм је у тренутку настајања замишљен као такмичење средњошколаца Подунавског округа, али се већ након две године територија са које су почеле да пристижу пријаве заинтересованих учесника проширила, те се тако Стиховизија данас може сматрати програмом ширег регионалног значаја. За учешће на такмичењу пријављује се у просеку 120 такмичара, из великог броја гимназија и стручних средњих школа са територије Подунавског и суседних округа. У реализацији програма учествују библиотекари, спољни сарадници и волонтери. 
Од 2013. године у Градској библиотеци Панчево се, по узору на програм који је креиран у Народној библиотеци Смедерево, одржава Стиховизија Панчево, у чијем организовању и реализацији две библиотеке блиско сарађују. Стиховизија Панчево је организована по идентичном моделу који се примењује у програму смедеревске библиотеке.

## Такмичење
Програм се одвија у две фазе. У полуфиналном делу такмичења, које се одвија без присуства публике, стручни жири бира 20 такмичара којима је омогућено да се на финалној вечери надмећу за једно од прва три места и награду публике. Стручни жири се саставља на основу приспелих пријава, а чине га професори страних језика и књижевности. Победници Стиховизије Панчево улазе директно у финални избор Стиховизије у Смедереву.
Сви финалисти и професори страних језика који су их припремали за такмичење награђују се књигама и бесплатним уписом у Библиотеку за наредну годину, а победници још и дипломама Народне библиотеке Смедерево и вредним поклонима. 
У забавном делу програма на финалној вечери наступају ученици школа учесница такмичења.

## ПубликацијаСтиховизија
По окончању такмичења, објављује се публикација Стиховизија, у којој је сабран целокупан материјал коришћен током припреме и организовања ових догађаја, сликовна и текстуална грађа и прилози сакупљени током њихове реализације, као и избор текстова песама које су такмичари, у Смедереву и Панчеву, одабрали за своје наступе, на језицима на којима су оне изведене.